# Exechiopsis pruinosa
Exechiopsis pruinosa är en tvåvingeart som beskrevs av Lastovka och Loïc Matile 1974. Exechiopsis pruinosa ingår i släktet Exechiopsis och familjen svampmyggor. Inga underarter finns listade i Catalogue of Life.